# Tausendjähriger Rosenstock

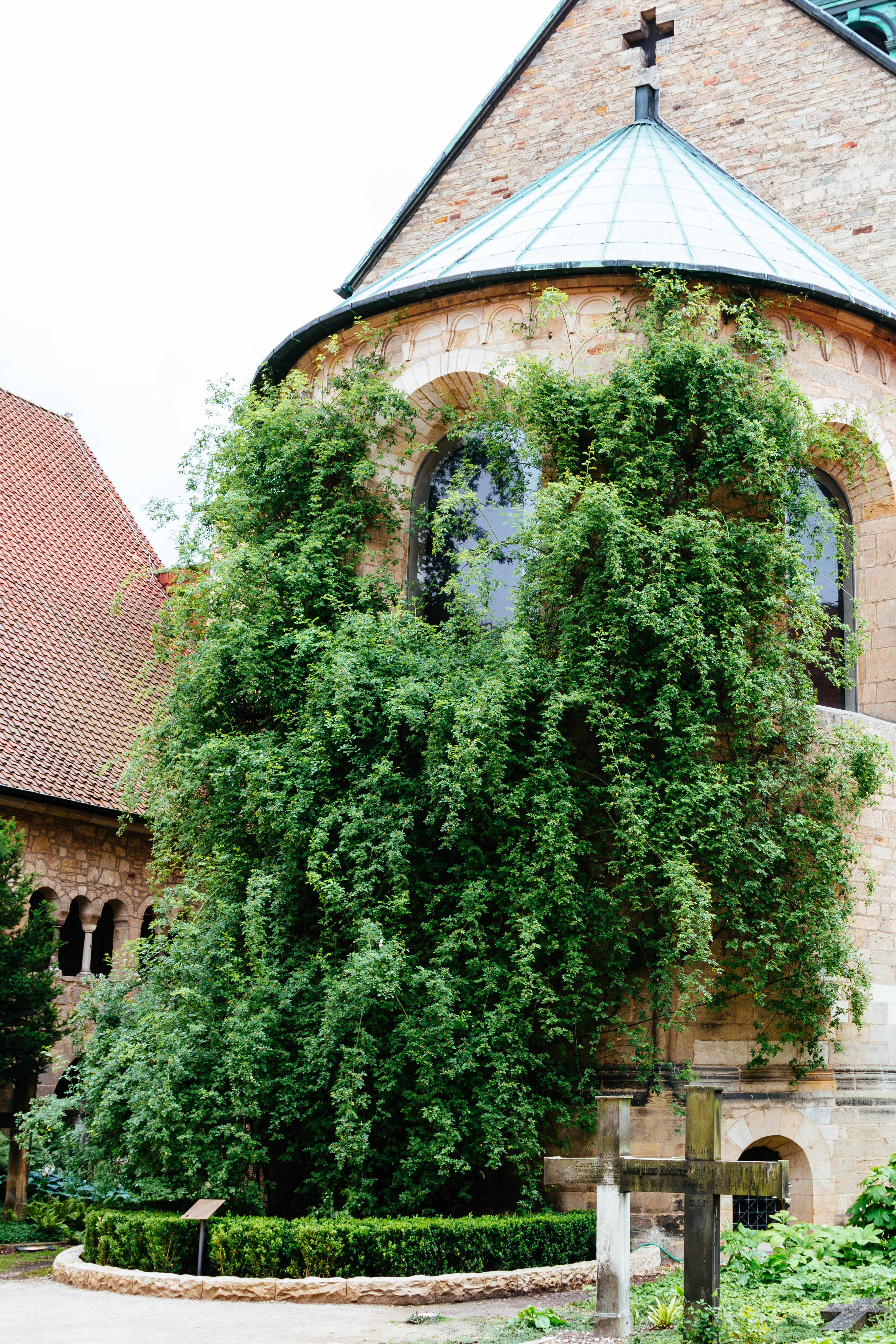
Tausendjähriger Rosenstock in Blüte (Juni 2016)

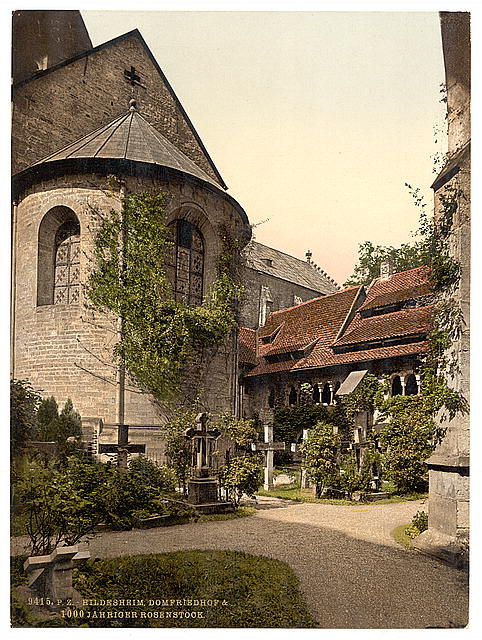
Tausendjähriger Rosenstock (um 1900)

Der Tausendjährige Rosenstock in Hildesheim ist ein sagenumwobenes Exemplar der Hundsrose auf dem Friedhof des Hildesheimer Mariendoms. Er befindet sich hinter dem Chor der Domkirche und ist das Wahrzeichen der Stadt Hildesheim.

## Bedeutung
Der Rosenstock stand Pate für das Hildesheimer Wahrzeichen – die Rose. Er ist eng mit der Gründung von Dom, Bistum und der Stadt Hildesheim im 9. Jahrhundert verbunden und gilt als Garant des Lebens an diesem Ort. Bei einem Bombenangriff am 22. März 1945 während des Zweiten Weltkriegs verbrannte der oberirdische Bereich des Rosenstocks und lag unter Trümmern der Apsis begraben. Acht Wochen nach dem Angriff brachte die Wurzel des Rosenstocks 25 neue Triebe hervor. Damit bekam das Rosenwunder eine neue Bedeutung, denn darunter verstand man bis dahin nur eine fromme Legende, die bis ins 17. Jahrhundert zurückverfolgt werden kann.

## Sage vom Rosenwunder

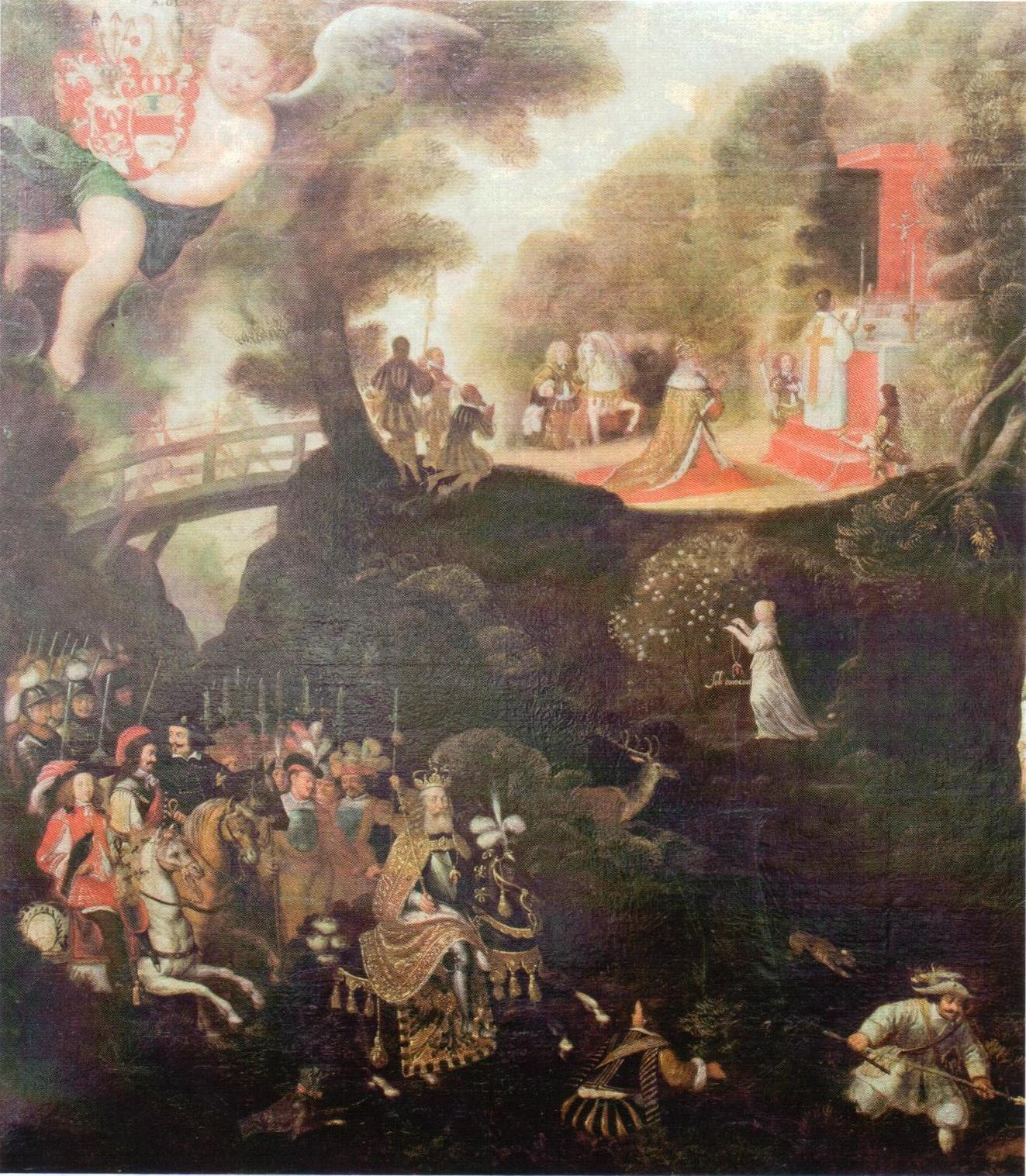
Unbekannter Maler (1652):
Gründungslegende
des Hildesheimer Doms
(Original im Dommuseum Hildesheim)

Im Jahr 815 nahm Kaiser Ludwig der Fromme während einer Reise Quartier in einem Königshof in Aulica (Elze). Von dort brach er mit kleinem Gefolge zur Jagd auf. Plötzlich tauchte vor den Jägern ein weißer Hirsch auf. Ludwig gab seinem Pferd die Sporen und setzte ihm nach. Dieses brach jedoch überanstrengt zusammen und der Hirsch entkam. Erschöpft stieß Ludwig in sein Jagdhorn, um seine Jagdgenossen über seinen Standort zu informieren, erhielt jedoch keine Antwort. Schließlich nahm er sein Brustkreuz mit dem Heiligtum der Mutter Maria, das er ständig bei sich trug, hängte es an die Zweige eines Strauchs und kniete davor nieder, um zu beten. Anschließend schlief er ein. Als er Stunden später wieder erwachte, sah er den Platz mit Schnee bedeckt, während sonst alles grünte. Sein Kreuz hing in den Zweigen eines blühenden Rosenstrauchs. Als er es an sich nehmen wollte, wurde es mit aller Kraft festgehalten. Der Kaiser gelobte, an dieser Stelle eine Kapelle zu errichten. Darauf hörte er Jagdhörner. Sein Gefolge fand ihn schließlich, und der Kaiser berichtete von dem Rosenwunder. Ludwig ließ schließlich an jener Stelle eine kleine Kirche errichten. Daraus entstand der Hildesheimer Mariendom, an dessen Mauern noch immer der Rosenstrauch wächst.
Eine andere Version der Legende erzählt von Kaiser Ludwig, der auf einem Hügel im Wald sein Zelt aufschlagen ließ, um dort der heiligen Messe beizuwohnen, zu der auch Reliquien der höfischen Kapelle mitgeführt wurden. Nach der Rückkehr fiel dem Hofkaplan auf, dass er die Reliquien im Wald zurückgelassen hatte. Als dieser zum Ort der heiligen Messe zurückkehrte, fand er das Reliquiengefäß an einem Rosenstrauch hängend, konnte es jedoch nicht abnehmen. Der Kaiser interpretierte dies als Offenbarung göttlichen Willens und ließ zu Ehren der Gottesmutter eine Kapelle errichten, wobei er den Rosenstrauch um den Bau herumlegte.

## Tausendjähriger Rosenstock

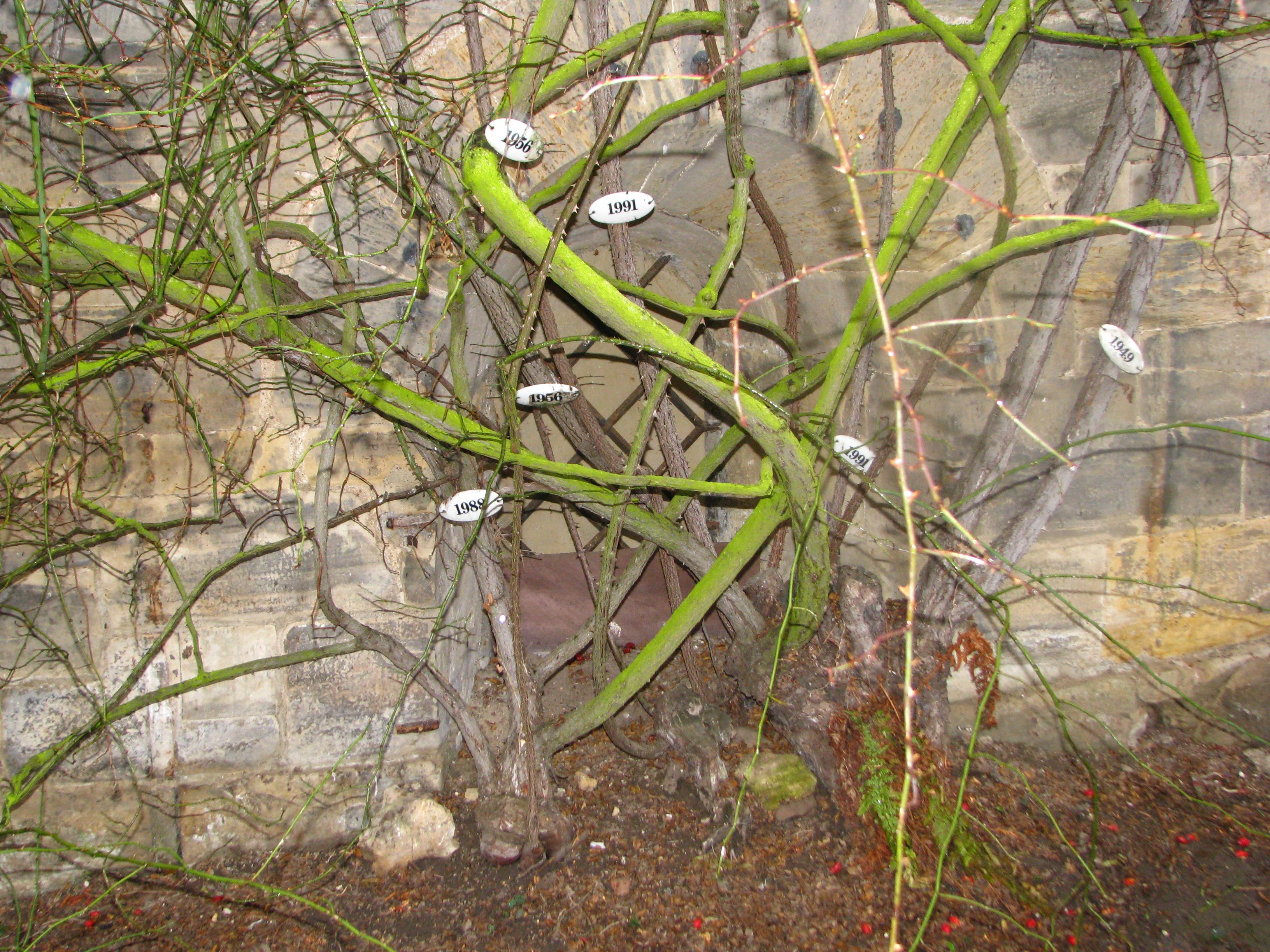
Stock und Nachkriegstriebe der 1000-jährigen Rose

Wahrscheinlich hat der Strauch ein Alter von mindestens 700 Jahren, da es sich um eine Hundsrose (Rosa canina L.) handelt, die auch als Hagebuttenstrauch rund um Hildesheim vielfach wildwachsend anzutreffen ist. Sie besitzt die Eigenschaft fortwährender Erneuerung: Unterirdische Sprossen sind in der Lage, neue Wurzeln und aufstrebende Triebe zu bilden. Solche vegetative Vermehrung bleibt ohne Einfluss auf die Erbanlagen der Pflanze. Somit bleibt sie, günstige Wachstumsbedingungen vorausgesetzt, selbst jahrtausendelang stets dieselbe Pflanze. Der heutige Rosenstock hat eine Höhe von fast 10 Metern, was durch Rankhilfen bedingt ist. Normalerweise erreichen derartige Rosenpflanzen nur 3 Meter Höhe und lehnen sich nicht an Gebäude an.

## Ähnliche Rosenstöcke
In Anlehnung an den Hildesheimer Rosenstock wurden in den letzten Jahrzehnten auch an den Kirchen Mariä Geburt (Winzenburg) und St. Bernward (Wolfsburg) Rosenstöcke an die Apsiden gepflanzt.